# Michel Lassithiotakis
Michel Lassithiotakis (griechisch Μιχάλης Λασιθιοτάκης; * 1955; † 23. Juni 2012 in Paris) war ein französischer Neogräzist und Professor für Neugriechische Sprache und Literatur an der Universität Genf.

## Leben
Als Absolvent der École Normale Supérieure de Paris und nach einem Studium der Klassischen Philologie (lettres classiques) war Lassithiotakis Stipendiat am Institut Hellénique d'Études byzantines et post-byzantines in Venedig. 1985 wurde er an  der Universität Paris IV bei Guy Saunier mit einer Dissertation über den Prediger und Schriftsteller Frangiskos Skoufos (Φραγκίσκος Σκούφος, 1644–1697) promoviert. Seit 1988 war er ebendort Maître de conférences, seit 2011 ordentlicher Professor für neugriechische Sprache und Literatur, seit 1995 zugleich Professor der Unité de Grec moderne im Département des langues et des littératures méditerranéennes, slaves et orientales der Faculté des Lettres der Universität Genf. Er gehörte dem Comité der Association Suisse des Amis de la Fondation Sainte-Catherine an, welche die Konservierungsarbeiten insbesondere in der Bibliothek des Katharinenklosters auf dem Sinai unterstützt.

## Forschungsschwerpunkte
Lassithiotakis arbeitete zur neugriechischen Sprache und zur frühen neugriechischen Literatur unter Einschluss der Editionsphilologie und Textgeschichte. Dabei galt sein Interesse insbesondere dem neugriechischen Epos und Roman des 12. bis 15. Jahrhunderts. Lokale Schwerpunkte waren die kretische Literatur der Renaissance — vor allem der Apokopos eines nicht weiter bekannten Bergadis (Μπεργαδής), zu dem er eine kritische Textedition vorbereitete, der Erotokritos des Kornaros und das kretische Renaissancetheater — sowie die zyprische und rhodische Lyrik des 15. und 16. Jahrhunderts.
Aus diesen Schwerpunkten ergab sich auch seine Beschäftigung mit der Rhetorik und Homiletik sowie den Beziehungen zwischen Orthodoxie und Katholizismus im 16. und 17. Jahrhundert. Ein besonderes Interesse im Bereich der modernen Literatur zeigte Lassithiotakis am Werk des Nikos Kazantzakis. Darüber hinaus hat er auch zahlreiche Übersetzungen griechischer Dichter ins Französische, vor allem in den Zeitschriften Polyphonies und Levant, veröffentlicht.

## Schriften (Auswahl)
Monographien
- Recherches sur la vie et l’oeuvre de François Skoufos (1644–1697), prédicateur et écrivain. Thèse de docorat, Institut de Recherches Néohelléniques, Université de Paris IV Sorbonne, Paris 1985 (unveröffentlicht).
- François Scouphos (Φραγκίσκος Σκούφος): Ὁ Γραμματοφόρος : Le Courrier. Édition critique du recueil de ses lettres avec introduction, commentaire et répertoires par Manoussos Manoussacas, et avec la collaboration de Michel Lassithiotakis. Académie d'Athènes, Centre des recherches médiévales et néo-helléniques, 1998, ISBN 960-7099-64-8.
- Le metochion de Sainte-Catherine et la vie culturelle en Crète au XVIe-XVIIe siècles : de l'histoire à la légende. Association suisse des amis de la Fondation de Sainte-Catherine, Genève 2006 (Cahiers de l'Association suisse des amis de la Fondation de Sainte-Catherine, numéro 4)
- Η Ελληνική γλώσσα από τον 12ο εως τον 17ο αιώνα: Πηγές και εξέλιξη. 2007, auf: www.greek-language.gr
  - Französische Fassung: La langue grecque du XIIe au XVIIe siècle: Sources et évolution. 2007, auf: www.greek-language.gr.
- zusammen mit Jean-Michel Spieser, François Boespflug, Rémi Labrusse, Averil Cameron: Présence de Byzance. Infolio, 2007, ISBN 2-88474-124-0.
- Littérature et culture de la Crète vénitienne. Daedalus, Paris, 2010, ISBN 978-960-227-389-0.

Artikel
- Kazantzakis et Bergson (1907–1927). Éléments pour une lecture « bergsonienne » d’Ascèse. In: LALIES 2 (Thessalonique, 24 août – 6 septembre 1980), 1983, ISBN 2-7288-0087-1.
- Le rôle des influences philosophiques dans la formation intellectuelle de Kazantzakis. In: Mésogeios 1 (1998), Mésogeios, Inhaltsverzeichnis
- Topography and demography of the underworld in the unpublished descent to hell Παλαιά και Νέα Διαθήκη. In: Mésogeios 2 (1998), Mésogeios, Inhaltsverzeichnis
- Place du canzoniere chypriote dans l’histoire de la poésie amoureuse en grec vulgaire au XVe-XVIe siècle : La notion de recueil lyrique. In: Andréas Chatzisavas (Ανδρέας Χατζησάββας, Hrsg.): Chypre et l'Europe. Editions Praxandre, Besançon 1998.
- Le rôle du livre imprimé dans la formation et le développement de la littérature en grec vulgaire (XVIe–XVIIe siècles). In: Revue des mondes musulmans et de la Méditerranée 87-88, 1999, 187-208, Internetversion.
- mit Martha Vasiliadi (Μάρθα Βασιλειάδη): Διακειμενικότητα και βιογραφικές πρακτικές στην Ζαΐδα του Αλέξη Πανσελήνου: Μία πρώτη πρσοέγγιση. In: Ο Ελληνικός κόσμος ανάμεσα στην εποχή του Διαφωτισμoύ και στον εικοστό αιώνα. Επιμέλεια: Κ. Δημάδης. Ελληνικά γράμματα, Αθήνα, 2007, 671-680, online (PDF; 279 kB)
- Τσ ̓ εὐγενειᾶς τὰ δῶρα : passion, vertu et noblesse dans Erotocritos. In: Passions, Vertus et Vices dans l'Ancien Roman. Actes du colloque de Tours, 19-21 octobre 2006, organisé par l’université François-Rabelais de Tours et l’UMR 5189, histoire et Sources des Mondes Antiques, édités par Bernard Pouderon et Cécile Bost-Pouderon avec la collaboration de Sébastien Montanari. Maison de l’Orient et de la Méditerranée, Lyon 2009, ISBN 978-2-35668-008-2 (Collection de la Maison de l’Orient et de la Méditerranée, 42, série littéraire et philosophique, 14), SS. 223–238, Inhaltsverzeichnis (PDF; 5,9 MB).